# لینوس
پاپ لینوس یکی از پاپ‌های کلیسای کاتولیک رم بود که در توسکانی به دنیا آمد و بین سال‌های ۶۴ تا ۷۶ میلادی (به روایتی دیگر ۷۹ میلادی) پاپ بود.